# Cécile Méadel
Pour les articles homonymes, voir Méadel.
Cécile Méadel est une sociologue française née en 1964. De 1984 à 2015 elle travaille au Centre de sociologie de l'innovation de l'école Mines ParisTech (dont elle est désormais membre associée). Elle est professeur à l'université Panthéon-Assas, à l'IFP - Carism et à l'EMINES de l'université Mohammed VI au Maroc.

## Biographie
Fille de Lucien Méadel, haut fonctionnaire, ancien directeur de cabinet d'Édith Cresson au ministère de l'agriculture, et d'une mère enseignante, sa sœur est la femme politique Juliette Méadel.
Elle est diplômée de Institut d'études politiques de Paris (promotion 1980) et docteur en histoire (1992),. Sa thèse a porté sur l'histoire de la radio dans les années 1930 dans laquelle elle cherche "à savoir comment la radio est devenue un objet "quotidien et ordinaire, en s'attachant, notamment, à "l'aller-retour" entre la radio et la société". Ses travaux sont consacrés essentiellement aux usages et à la genèse des techniques de communication en particulier de la radio, de la télévision, et de l'internet .
Elle étudie notamment la manière dont les technologies et les politiques qu'elles entraînent sont négociées collectivement autant par les concepteurs, les marchands que les usagers. Son approche s'inscrit dans la perspective ouverte par la théorie de l'acteur-réseau, laquelle accorde une place importante aux médiateurs (humains ou non-humains), ainsi qu'aux phénomènes de traduction (selon l'acception donnée à ce terme par Michel Callon et Bruno Latour) qui interviennent dans le fonctionnement des techniques. Durant les années 1990, elle a travaillé en collaboration avec Jérôme Bourdon sur les techniques d'information et la télévision; puis récemment sur la quantification du public des médias audiovisuels,.
Cécile Méadel a mené des recherches avec Madeleine Akrich sur l'utilisation collective de la messagerie électronique, plus particulièrement sur les cercles de discussion électronique portant sur la santé. Elle montre en particulier les formes spécifiques de régulation dans les groupes de patients,et la manière dont les parents d'enfants autistes ont construit une position commune anti-psy.
Elle travaille également avec Joëlle Farchy sur la régulation des biens culturels et audiovisuels en régime numérique,.
Après avoir été membre du bureau de la CID42 (sciences de la communication), elle a présidé de 2012 à 2016 la commission interdisciplinaire du CNRS « Méthodes, pratiques et communications des sciences et des techniques ». 
Elle dirige plusieurs collections aux Presses des mines, dont la collection "Sciences sociales" qui a publié de nombreux auteurs cités dans le champ des sciences humaines et sociales (SHS) : Bruno Latour, Michel Callon et Madeleine Akrich, mais aussi Nicolas Auray, Yannick Barthe, Dominique Boullier, Jérôme Bourdon, Alain Desrosières, Cyril Lemieux, Annemarie Mol, Dominique Pasquier, Antonio Casilli, etc.
Depuis décembre 2020, elle est vice-présidente de l'université Panthéon-Assas, chargée du numérique et de la communication.

## Publications
- avec Joëlle Farchy et Guillaume Sire,  La Gratuité, à quel prix ? Circulation et échanges de biens culturels sur Internet. Paris, Presses des mines, Cahiers de l’EMNS, 2015.
- ‘Moving to the peoplemetered audience. A sociotechnical approach’ European Journal of Communication. February, 2015.
- avec Jérôme Bourdon (eds),  Television Audiences across the World: Deconstructing the Ratings Machine, Basingstoke, Palgrave, 2014.
- avec Joëlle Farchy (dir.), Télécharge-moi si tu peux. Musique, film, livre. Paris, Presse des Mines, Les cahiers de l’EMNS, 2013.
- avec Alexandre Mallard et Francesca Musiani, The Paradoxes of Distributed Trust: Peer-to-Peer Architecture and User Confidence in Bitcoin, Journal of Peer Production, 4 (2014) 10.
- Quantifier le public. Histoire des mesures d'audience de la radio et de la télévision, Paris, Economica, 2010.
- avec Éric Brousseau et Meryem Marzouki (eds), Governance, Regulations and Power on the Internet, Cambridge University Press, 2012.
- avec Nathalie Sonnac « La fureur d’écrire. L’auteur au temps du numérique », Esprit, mai 2012  et (dir.), L’Auteur au temps du numérique, Paris, Éditions des archives contemporaines, 2012.
- Avec Marlène Coulomb-Gully, Plombières et jardinières – Résultats d’enquête et considérations méthodologiques sur la représentation du genre dans les médias. Sciences de la Société, n°82, p. 15-35, 2013..
- La Réception (dir.), Paris, Hermès, 2009.
- Se mobiliser pour la santé. Des associations s'expriment, dir. avec Madeleine Akrich et Vololona Rabeharisoa, Paris, Presses des mines, 2009.
- « De l'interaction à l'engagement: les collectifs électroniques, nouveaux militants dans le champ de la santé », avec Madeleine Akrich, Hermès, no 47, 2007
- avec Caroline Mauriat (éd.), Sources de l'histoire de la radio et de la télévision en France, Actes de la journée d'étude du 20 octobre 1983, organisée par le Groupe d'études historiques sur la radiodiffusion, le Comité d'histoire de la radiodiffusion et le Comité d'histoire de la télévision, Paris, GEHRA, 1984.
- avec Jérôme Bourdon (dir.), Techniques et politiques de l'information, Actes du séminaire « Histoire des politiques de la communication » 1987, organisé par l'ARI (Action de recherche intégrée) avec le concours de l'Institut national de l'audiovisuel, Paris, Programme de recherche sur les sciences de la communication, Institut national de l'audiovisuel, 1988.
- avec Jérôme Bourdon, Les écrans de Méditerranée. Histoire d'une télévision régionale (1954-1994), préf. de Pierre Echinard, Marseille, J. Laffitte ; Bry-sur-Marne, Institut national de l'audiovisuel, 1994.
- Histoire de la radio des années trente. Du sans-filiste à l'auditeur, préf. de Jean-Noël Jeanneney, Paris, Anthropos, INA : diff. Economica, 1994.
- avec Vololona Rabeharisoa (éd.), Représenter, Hybrider, Coordonner, Paris, CSI-École des mines de Paris, 1996.
- avec Michèle de Bussierre et Caroline Mauriat (éd.), Groupe d'études historiques sur la radiodiffusion, le comité d'histoire de la télévision et le Comité d'histoire de la radio (GEHRA-CHR-CHTV)
  - Histoire des informations à la radio et à la télévision, Actes de la journée d'études du 29 février 1988, 1989.
  - Les années cinquante à la radio et à la télévision, journée d'études du 9 février 1990, 1991.
  - Sources de l'histoire de la radio et de la télévision en France, Actes de la journée d'étude du 20 octobre 1983, 1984,
  - Histoire des programmes, histoire des jeux à la radio et à la télévision, Actes de la journée d'étude du 24 février 1986, 1986.
- avec Michèle de Bussierre et Caroline Ulmann-Mauriat (dir.), Radios et télévision au temps des « événements d'Algérie » (1954-1962), préf. de Jean-Noël Jeanneney, Paris ; Montréal (Québec), l'Harmattan, 1999.